# Violeta Szekely
Violeta Beclea-Szekely, romunska atletinja, * 26. marec 1965, Dolheştii Mari, Romunija.
Nastopila je na olimpijskih igrah v letih 1992 in 2000, ko je osvojila naslov olimpijske podprvakinje v teku na 1500 m. Na svetovnih prvenstvih je leta 2001 osvojila srebrno medaljo v isti disciplini, na svetovnih dvoranskih prvenstvih srebrno medaljo v teku na 800 m in tri srebrne medalje v teku na 1500 m, na  evropskih dvoranskih prvenstvih pa naslov prvakinje leta 2000 in dve bronasti medalji v teku na 1500 m. Leta 1995 je prejela štiriletno prepoved nastopanja zaradi dopinga.